# Carlos Dengler
Carlos Dengler (Nueva York, Estados Unidos, 23 de abril de 1974), conocido también como Carlos D, es el cofundador y antiguo bajista de la banda neoyorquina de post punk revival Interpol. Es conocido por sus rarezas y por su timidez, pero es considerado uno de los mejores bajistas del panorama actual y en especial en la escena «indie» musical.[cita requerida]
Carlos Dengler nació y creció en el barrio neoyorquino de Queens y tiene ascendencia alemana y colombiana. En 1998, Daniel Kessler, compañero de estudios de Dengler en la Universidad de Nueva York, le preguntó si quería tocar en una banda. Al parecer Kessler le invitó a entrar dada su imagen sombría y misteriosa, prototipo de la banda perfecta que tenía en mente.
Dengler utilizaba un Fender Jazz Bass negro sin perillas, y no hizo uso alguno de efectos a la hora de tocar en vivo, ni durante la grabación de los exitosos álbumes Turn On The Bright Lights, Antics, Our Love To Admire, e Interpol. Una de sus influencias más grandes es el bajista Peter Hook del grupo Joy Division y New Order. Además, es quien escribió todas las partes de piano de las canciones de Interpol.
En enero del 2010, Carlos dejó el grupo para dedicarse a la actuación. Ese mismo año se graduó en el conservatorio NYU, en actuación, con una maestría en Bellas Artes.
A finales del 2014, Carlos comenzó desarrollando su espectáculo Homo Sapiens Interruptus, el cual presentó en 2016 en el Fringe New York: un extenso monólogo interpretado sentado detrás de un escritorio. Incorporando narración autobiográfica, la pieza explora las tendencias oscuras de la tecnología, los orígenes del hombre, el sexo y la fama.

## Otros trabajos
Dengler ha trabajado activamente en la televisión, escribiendo, produciendo y encargándose de la música de un cortometraje llamado Golgotha dirigido por su amigo Daniel Ryan. También ha mezclado junto al baterista de Interpol, Sam Fogarino canciones de otros grupos como "Every Day Is Exactly the Same" de Nine Inch Nails o Public Pervert de su propia ex-banda.

## Presente
Carlos ha publicado ensayos en Tablet, n + 1, Mars Review of Books, en donde revisa y se expresa abiertamente acerca de su pasado, compartiendo su densa introspección con el receptor. Se encuentra de una forma más "casual"  en sus blogs de propiedad en Substack y Tumblr.
Con una atracción intrínseca al género ambient y el New Age, Dengler debutó con su música de autoría en 2022, con el álbum Aqueduct, seguido del EP Ecospheres, los LPs The After y Private Earth (2023) y su más reciente publicación, Parallel Streams (2024).
Siendo que dejó a la fama atrás para seguir sus verdaderas pasiones, empezó a explorar su apertura como actor en el corto My Friends Told Me About You. Diez años después, dirigió su primer cortometraje llamado Iowa en 2018, tomando el rol de guionista, editor, compositor y actor principal. También compuso para el drama Sam's World (2023) y la serie animada, Love Letters to the Subway (2023). Actualmente, se encuentra en la producción de su próximo corto Kirsten and Lance.